# Curente și ideologii feministe

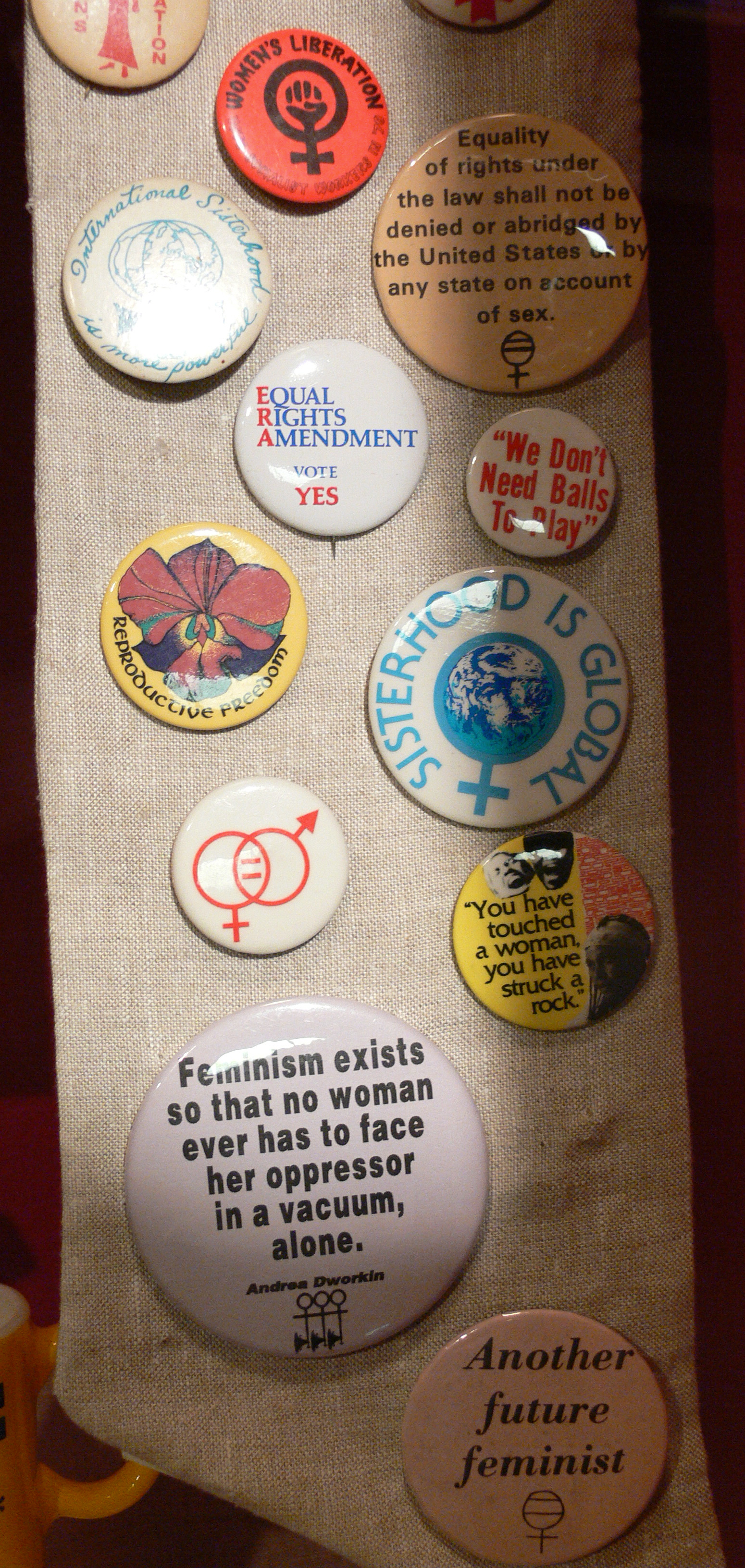
Această colecție de insigne feministe de la un muzeu al femeilor arată câteva mesaje ale mișcărilor feministe.

De-a lungul anilor a fost dezvoltată o varietate de curente ale ideologiei feministe. Ele diferă ca scopuri, obiective, strategii și afiliații. De multe ori se suprapun, iar unele persoane feministe se identifică simultan cu mai multe ramuri ale acestor curente.

## Curente și ideologii

### Feminismul predominant
Feminismul predominant sau ”mainstream” este un termen generic pentru curentele feministe care nu se încadrează în taberele feminismului socialist sau radical. Feminismul predominant se axează în mod tradițional pe reformele politice și legale, cu sursele în ”primul val” feminist și feminismul liberal al secolelor XIX-lea și XX-lea. Feminismul predominant a fost istoric numit și feminism liberal sau feminism burghez. Termenul este în prezent folosit cu referire la curente care sunt mult mai reprezentative pentru spectrul politic, cele de centru, centru-stânga și centru-dreapta, ele militând pentru poziții politice mai moderate, în contrast cu feminismul radical sau alte forme de feminism de stânga. Feminismul predominant se suprapune cu feminismul liberal modern, deși cel predominant este un termen mai larg. El tinde să includă bărbații mai mult decât feminismul radical și de multe ori accentuează probleme mai puțin polemice, ca participarea politică a femeilor sau educația pentru femei. Susținătorii feminismului predominant sunt uneori criticați de feministele radicale ca făcând parte din ”sistemul patriarhismului.” Indiferent de aceste critici, realizări ca dreptul la vot și dreptul la educație sunt rezultatul feminismului predominant ce s-a axat pe construirea unei susțineri cât mai largi pentru chestiuni feministe, inclusiv din partea bărbaților.

### Feminismul liberal
Feminismul liberal susține egalitatea dintre femei și bărbați prin reforme politice și legale. În mod tradițional de-a lungul secolelor al XIX-lea și XX-lea, feminismul liberal a avut același înțeles ca feminismul burghez sau cel mainstream, termenul ”liberal” suprapunându-se puternic peste feminismul predominant. Persoanele feminismului liberal au încercat să desființeze discriminarea politică, legală și de alte forme pentru a crea pentru femei aceleași oportunități ca cele ale bărbaților. Acestea au încercat să schimbe structura societății pentru a asigura un comportament egal față de femei.
Recent, feminismul liberal și-a asumat un rol mai restrâns care accentuează abilitatea femeilor de a arăta și a-și menține egalitatea prin propriile acțiuni și alegeri. În acest sens feminismul liberal utilizează interacțiunile de la nivel personal dintre femei și bărbați ca punct de plecare pentru transformarea societății. Folosirea termenului diferă de noțiunea istorică a feminismului liberal care punea accentul pe reformele politice și legale, susținând că de unele singure, doar acțiunile și alegerile femeilor nu sunt suficiente pentru a duce la egalitatea de sexe.
Problemele de actualitate pentru feminismul liberal includ drepturi de reproducere și avort, hărțuirea sexuală, votul, educația, salarii egale cu efortul depus la muncă, asistență natală accesibilă, asigurarea medicală accesibilă și scoaterea la lumină a frecvenței violenței în familie și celei sexuale împotriva femeilor.

### Feminismul anarhist
Feminismul anarhist (numit de asemenea anarho-feminism) îmbină anarhismul cu feminismul. Consideră în general patriarhismul ca manifestare a ierarhiei involuntare. Anarho-feministele consideră că lupta împotriva patriarhismului este o parte esențială a luptei de clasă și a anarhismului împotriva statului.

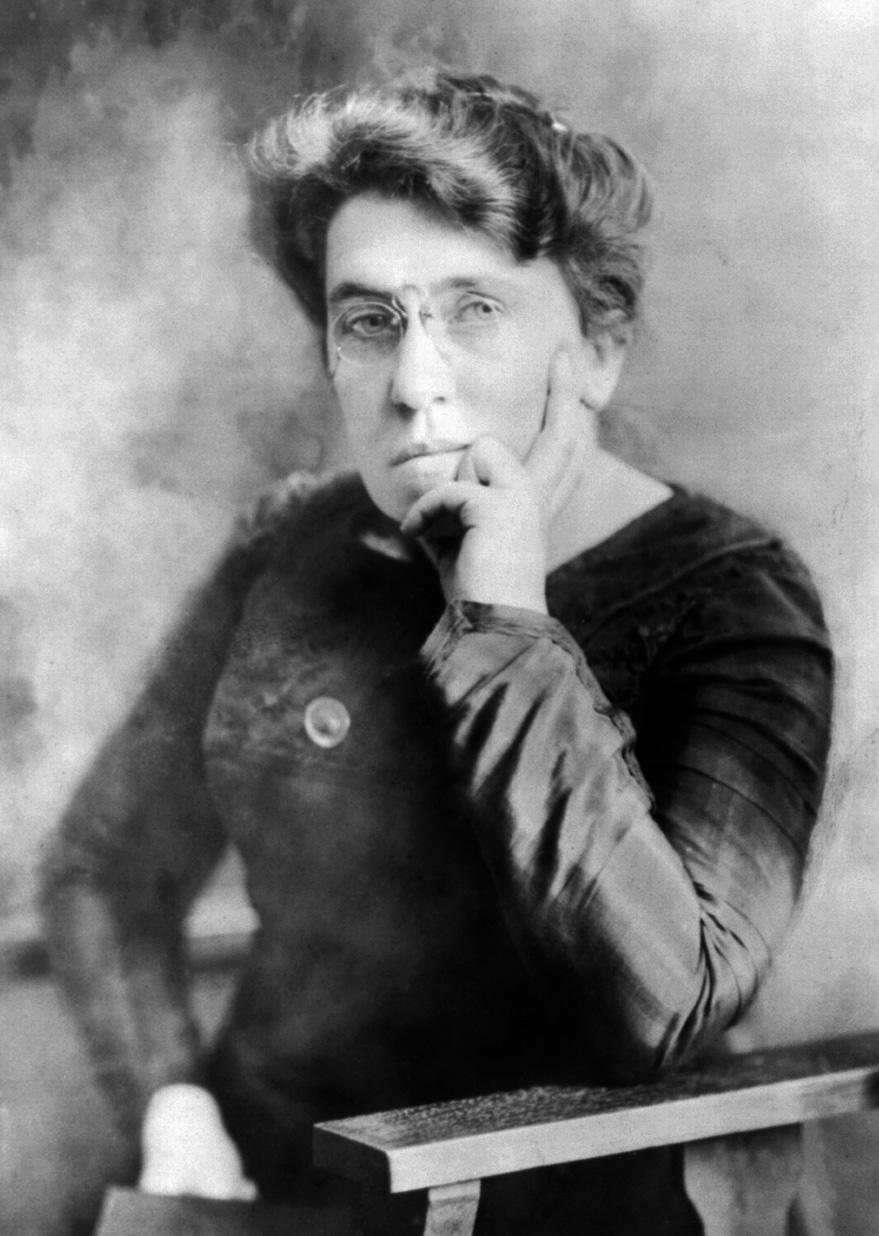
Emma Goldman, pionieră anarho-feministă, autoare și activistă.

În esență, această filosofie vede lupta anarhismului drept componentă necesară pentru lupta feminismului și vice-versa. Precum declara L. Susan Brown, ”devreme ce anarhismul este o filosifie politică care se opune tuturor relațiilor de putere, el este inerent feminist”.
Anarho-feministe reprezentative pot fi considerate Emma Goldman, Federica Montseny, Voltairine de Cleyre, Maria Lacerda de Moura, și Lucy Parsons. În timpul Războilui Civil Spaniol, un grup anarho-feminist, Mujeres Libres ("Femei Libere"), asociat cu Federación Anarquista Ibérica, a militat pentru a apăra atât idealurile anarhiste, cât și cele feministe.
Printre autorii și autoarele contemporani anarho-feminiști se numără Germaine Greer, L. Susan Brown, și eco-feminista Starhawk. Grupuri contemporane de anarho-feministe includ Mujeres Creando din Bolivia, Radical Cheerleaders, grupul anarho-feminist spaniol okupa La Eskalera Karakola și conferința anuală din Boston - La Rivolta!.

### Feminismul socialist și marxist

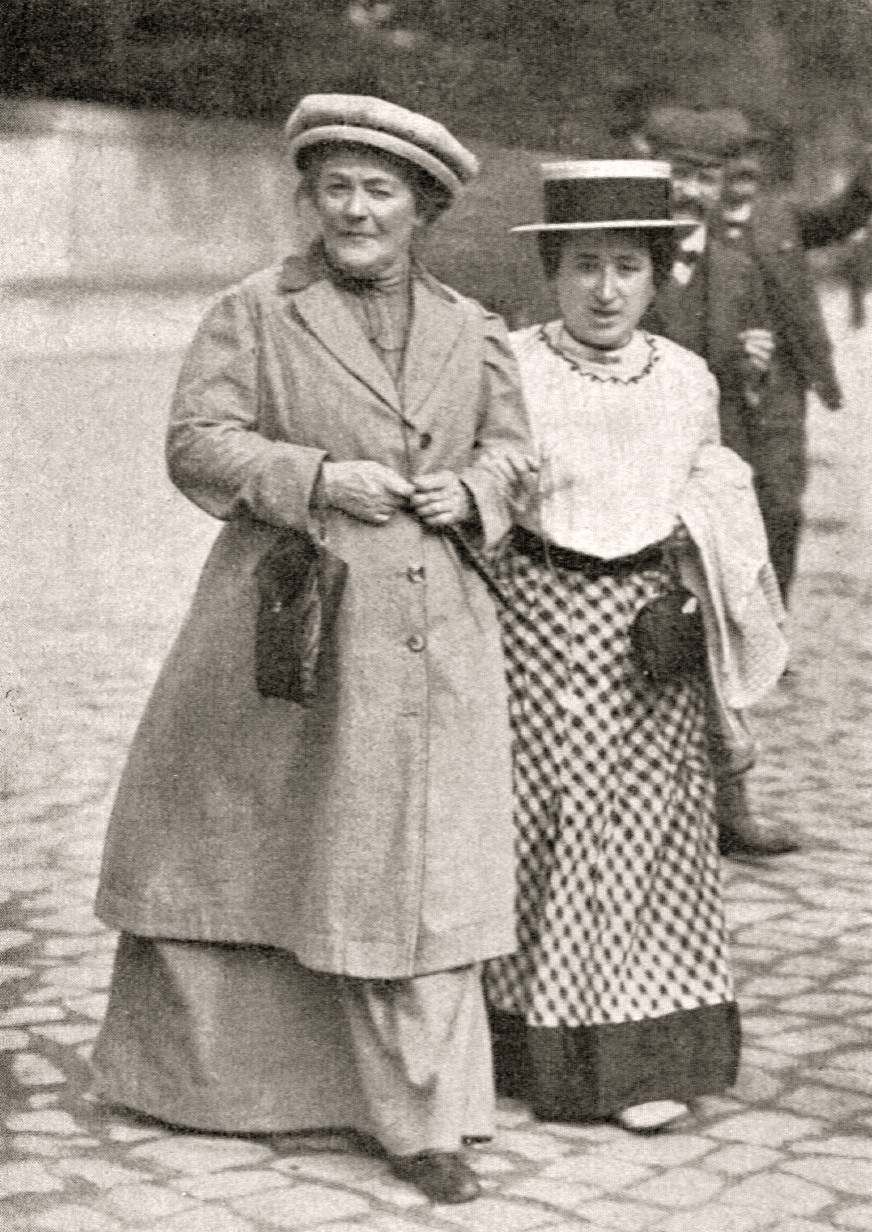
Clara Zetkin și Rosa Luxemburg, 1910.

Feminismul socialist leagă oprimarea femeilor de ideile marxiste despre exploatare, opresiune și muncă. Feministele sociale consideră că statutul inegal la locul de muncă și în sfera casnică asupresc femeile. Feministele sociale văd prostituția, munca casnică, creșterea copiilor și mariajul ca moduri în care femeile sunt exploatate de către sistemul patriarhal care devalorizează femeile și munca substanțială pe care o depun. Ele se axează pe schimbări majore care afectează întreaga societate, și nu nivelul individual. Ele văd nevoia de muncă alături nu numai de bărbați, și de toate grupurile, oprimarea femeilor fiind o parte dintr-un model mai mare care afectează pe toată lumea implicată în sistemul capitalist.
Marx considera că atunci când oprimarea de clasă va fi învinsă, și oprimarea de gen va dispărea; acesta este feminismul marxist. Unele feministe marxiste, multe dintre ele membre ale grupului 
Radical Women și ale partidului american Freedom Socialist Party, dau exemplu operele marxiste ale lui Frederick Engels și August Bebel ca explicații puternice ale legăturii dintre oprimarea de gen și exploatarea de clasă. Pentru unele feministe marxiste, viziunea despre oprimarea de gen este simplistă, multă muncă ale feministelor socialiste mergând spre separarea fenomenului de gen de cel al clasei. Unii care au contribuit la feminismul marxist au criticat aceste idei marxiste tradiționaliste pentru faptul că nu menționează oprimarea de gen înafara subordonării sale oprimării de clasă.
Spre sfârșitul sec. al XIX-lea și începutul sec. al XX-lea, și Clara Zetkin și Eleanor Marx s-au opus demonizării bărbaților și au susținut o revoluție a proletariatului care va învinge cât mai multe inegalități dintre femei și bărbați. Majoritatea liderilor marxiști, inclusiv Clara Zetkin și Alexandra Kollontai au pus în contradictoriu marxismul cu feminismul, în loc să le combine.

### Feminismul radical
Feminismul radical consideră că ierarhia capitalistă controlată de bărbați, văzută ca sexistă, este trăsătura definitorie a oprimării femeilor. Feministele radicale consideră că femeile se pot elibera doar odată ce au înlăturat sistemul patriarhal inerent opresiv și dominant. Ele sunt de părere că există o structură de putere bazată pe bărbați care este responsabilă de oprimare și inegalitate, și atâta vreme cât sistemul și valorile sale sunt valabile, societatea nu poate fi reformată într-un mod semnificativ. Unele feministe radicale nu văd alternative înafara dezrădăcinării totale și reconstrucția societății pentru a-și atinge scopurile.
În timp au apărut mai multe sub-tipuri de feminism radical, ca feminismul cultural, feminismul separatist și feminismul antipornografic, opus feminismului pozitiv-sexual.

### Feminismul cultural
Feminismul cultural este ideologia unei ”naturi feminine” sau ”esențe feminine” care încearcă revalidarea pe care le consideră trăsături feminine subapreciate. Pune accentul pe diferențele dintre bărbați și femei, dar le consideră diferențe psihologice, construite cultural în loc să fie inerent biologice. Criticii feminismului cultural susțin că, fiind bazat pe o viziune esențialistă a acestor diferențe și că cere independență și construire de instituții, feministele culturale s-au retras din sfera politică spre un ”stil de viață”. Un astfel de critic, Alice Echols (istoric feminist și teoreticiană culturală), atribuie lui Brooke Williams, membră a grupului Redstockings, cu introducerea termenului de feminism cultural în 1975 pentru a descrie depolitizarea feminismului radical.

### Feminismul separatist și lesbian
Feminismul separatist este o formă de feminism radical care nu sprijină relațiile heterosexuale. Feminismul lesbian este așadar strâns legat de acesta. Partizanele feminismului separatist spun că diferențele sexuale diferențele sexuale dintre bărbați și femei sunt neconciliabile. Feministele separatiste nu cred în general că bărbații pot să contribuie pozitiv la mișcarea feministă și că până și bărbații bine-intenționați copiază dinamici patriarhale. Autoarea Marilyn Frye descrie feminismul separatist drept ”separarea de diversele feluri sau moduri de bărbați și instituții, relații, roluri și activități definite și dominate de bărbați, operând în beneficiul lor și a menținerii privilegiului bărbaților - această separare este inițiată sau menținută, voluntar, de către femei".

### Feminismul negru și womanism

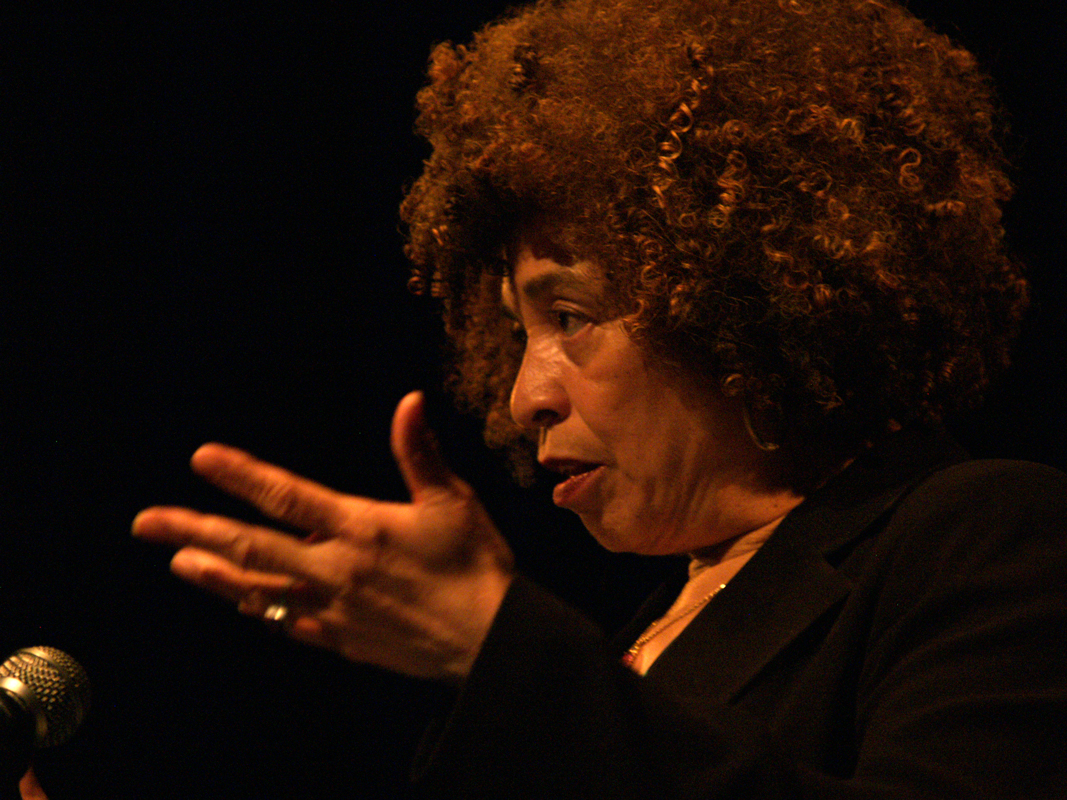
Angela Davis la prelegerea de la Universitatea din Alberta, 28 martie 2006

Feminismul negru consideră că sexismul, oprimarea de clasă și rasismul sunt ireversibil interconectate. Formele de feminism care încearcă să învingă sexismul și oprimarea de clasă, dar ignoră rasa, pot discrimina mai multe persoane, inclusiv femeile, prin prejudecăți rasiste. Organizația Națională a Feminismului Negru (NBFO) a fost fondată în 1973 de către Florynce Kennedy, Margaret Sloan, și Doris Wright, iar, conform cu Wright, "a lansat un atac frontal asupra sexismului și rasismului mai mult decât oricare altă organizație". NBFO a ajutat de asemenea la inspirarea organizației bazate în Boston Combahee River Collective în 1974 care nu doar că a dus la activismul anti-rasist crucial în Boston în acea decadă, dar a oferit o bază pentru feminismul negru care încă este activ după un sfert de secol. Definiția feminismului a membrei Combahee Barbara Smith încă rămâne un model în prezent care spune că ”feminismul este teoria politică și cere eliberarea tuturor femeilor: femeilor de culoare, femeilor clasei muncitorești, femeilor sărace, femeilor cu dezabilități fizice, lesbienelor, femeilor în vârstă, precum și a femeilor heterosexuale albe privilegiate economic. Orice mai puțin de atât nu este feminism, ci doar o preamărire de sine feminină." Combahee River Collective a argumentat că în 1974 eliberarea femeilor de culoare duce la eliberarea tuturor oamenilor, devreme ce necesită sfârșitul rasismului, seximului și oprimării de clasă. Una dintre teoriile care au evoluat din acest curent a fost womanism-ul lui Alice Walker. A reieșit după mișcări feministe timpurii care au fost conduse în special de femei caucaziene, fiind mișcări ale clasei de mijloc albe care în general au ignorat oprimarea bazată pe rasism și clasism. Alice Walker și alte partizane ale womanism-ului au arătat că femeile de culoare trec print-o oprimare diferită și mult mai intensă decât cea a femeilor caucaziene.
Angela Davis a fost una dintre primele persoane care au format o pledoarie centrată pe intersecția dintre rase, gen și clase sociale în cartea ei Women, Race, and Class (1981). Kimberle Crenshaw, o teoreticiană importantă a dreptului feminist, a numit acest concept intersecționalitate, spre sfârșitul anilor 1980, ca parte a activității ei în drept antidiscriminare și a descrierii efectelor discriminării compuse împotriva femeilor de culoare.

### Feminismul multirasial
Feminismul multirasial (numit feminism al „femeilor de culoare”) oferă o teorie și analiză din perspectiva vieții și experiențelor femeilor de culoare. Teoria a apărut în anii 1990 și a fost dezvoltată de Dr. Maxine Baca Zinn, o feministă chicana, și Dr. Bonnie Thornton Dill, o expertă în sociologie a femeilor și familiilor african-americane.
Deși de multe ori ignorat din istoria feminismului „celui de-al doile val”, feministele multirasiale s-au organizat în același timp cu feministele caucaziene. În timpul feminismului „valului al doilea” de la sfârșitul anilor '60 și începutul anilor '70, până în anii '90, susținătoarele acestui curent nu doar că au muncit împreună cu femeile de culoare și feministele caucaziene, dar s-a uorganizat de asemenea înafara spațiilor exclusiv pentru femei. În anii '70 femeile de culoare au muncit pe trei fronturi, ”împreună cu grupurile dominate de persoane caucaziene; formând comitete ale femeilor în interiorul organizațiilor cu membrii de sexe diferite și formând organizații feministe autonome ale femeilor negre, sud-americane, amerindiene și asiatice." Perspectiva feminismului multirasial încearcă să depășească simpla recunoaștere a diversității și diferențelor dintre femei, să analizeze structurile de dominație, îndeosebi importanța raslor pentru înțelegerea constructului social al genului.

### Feminismul postcolonialist
Feminismul postcolonialist, și feminismul ”lumii a treia”, provine parțial din postcolonialism, care discută descrie experiențele îndurate în timpul colonialismului, inclusiv "migrația, sclavia, suprimarea, rezistența, reprezentarea, diferența, rasa, genul, locul și răspunsurile la discursurile influente ale Europei imperiale." Feminismul postcolonialist se centrează pe rasism, probleme etnice și efectele de lungă durată economice, politice și culturale ale colonialismului, legate iremediabil de realitățile bazate pe gen ale femeilor non-caucaziene, non-occidentale. El vede paralele între națiunile recent de colonizate și statutul femeii în patriarhism—atât postcolonialismul cât și feminismul postcolonialist "având perspectiva unui grup social marginalizat în relația lui cu cultura dominantă."
Feministele occidentale universalizează problemele femeilor, excluzând așadar clasele sociale și identitățile etnice, împuternicesc homofobia, și ignoră activitatea și vocile femeilor non-caucaziene, non-occidentale, sub efectul orientalismului. Unele  feministe postcolonialiste critică feminismul radical și liberal, iar altele ca Chandra Talpade Mohanty sunt critice la adresa feminismului occidental pentru că este etnocentric. Feministe negre ca Angela Davis și Alice Walker,  împărtășesc această părere. Alt critic al perspectivei occidentale este Sarojini Sahoo. Feministele postcolonialiste pot fi descrise ca acelea care au reacționat atât împotriva tendințelor de universalizare din gândirea feministă occidentală, cât și împotriva lipsei de atenție pentru problemele de gen din gândirea postcolonialistă predominantă.
de atunci statutul femeii în țările lumea dezvoltată în țările în curs de dezvoltare au fost monitorizate de asemenea organizații practicile tradiționale și rolurile asumate de femei văzute uneori dezagreabile după standardele occidentale pot fi considerate o formă de rebeliune împotriva oprimării coloniale această oprimare poate să ducă la glorificarea culturii coloniale care în culturi cu puternice tradiții ale stratificării puterii după criterii de gen pot însemna acceptarea sau refuzul de a confrunta inegalitatea de sex feministele de azi se luptă cu oprimarea în propriile modele culturale ale societății decât cele impuse de coloniștii occidentali feminismul de naționalism postcolonialism 
Colonialismul are o istorie bazată pe gen puterile coloniale au impus de multe ori norme occidentale asupra regiunilor colonizate. Feministele postcolonialiste consideră că acele culturi afectate de colonialism sunt de multe ori extrem de diferite și trebuie tratate ca atare. În anii 1940 și 1950 după formarea ONU, fostele colonii au fost monitorizate de occident sub așa-numitul ”progres social”. De atunci, statutul femeii în țările în curs de dezvoltare au fost monitorizate de asemenea organizații. Practicile tradiționale și rolurile asumate de femei—văzute uneori ca dezagreabile după standarde occidentale—pot fi considerate o formă de rebeliune împotriva oprimării coloniale. Acestea pot să ducă la glorificarea culturii precoloniale, care, în culturi cu puternice tradiții ale stratificării puterii după criterii de gen, pot duce la acceptarea sau refuzul de a confrunta inegalitatea dintre sexe. Feministele de azi se luptă cu oprimarea în propriile lor modele culturale, decât cele impuse de coloniștii occidentali.
Feminismul postcolonialist este strâns legat de feminismul transnaționalist. El se suprapune și se leagă de feminismul negru pentru că ambele confruntă rasismului și caută recunoașterea bărbaților în propriile culturi, și cea a feministelor din Occident.

### Feminismul Lumii a treia
Feminismul lumii a treia a fost descris ca un grup de teorii feministe dezvoltate de persoane de feministe care au preluat idei și au luat parte în politici feministe în așa numitele țări din lumea a treia. de ce femeile din lumea a treia au fost implicate în curentul feminist nume nume ce nume nume kritika feminismul occidental pe baza faptului că este etnocentric și nu ia în considerare experiențele unice ale femeilor din lumea a treia sau existenta feminismului indygen ale acestor țări conform lui mohanty femeile din lumea a treia consideră că feminismul vestic își bazează înțelegerea despre femei înțelegerea femeilor rasism intern classes homofobie dezvoltarea este asociată și cu feminismul negru woman africană woman modern family
Feminismul lumii a treia a fost descris ca un grup de teorii feministe dezvoltate de persoane de feministe care au preluat idei și au luat parte în politici feministe în așa numitele țări din lumea a treia. Deși femeile din lumea a treia au fost implicate în curentul feminist, Chandra Talpade Mohanty și Sarojini Sahoo critică feminismul occidental pe baza faptului că este etnocentric și nu ia în considerare experiențele unice ale femeilor din lumea a treia sau existența feminismului indigen. Conform lui Mohanty, femeile din lumea a treia consideră că feminismul occidental își bazează înțelegerea despre femei pe ”rasism internalizat, clasism și homofobie". Acest tip de discurs este puternic legat de feminismul african și feminismul postcolonialist. Dezvoltarea curentului este de asemenea asociat cu feminismul negru, womanism, "womanism africana", "motherism", "Stiwanism", "negofeminism", feminism chicana , și "femalism".

### Feminismul perspectival
Din anii 1990, feministele perspectivale au argumentat că feminismul ar trebui să analizeze modul în care experiențele femeilor despre inegalitate se leagă de cele ale rasismului, homofobiei, clasismului și colonizării. La sfârșitul anilor 1980 și începutul anilor 1990, feministele postmoderniste au susținut că rolurile de gen sunt construite social, și că este imposibil să se generalizeze experiențele femeilor din culturi și epoci diferite.

### Feminismul libertarianist
Conform Stanford Encyclopedia of Philosophy, "Feminismul clasic liberal sau libertarianist văd libertatea drept libertatea de la amestecul coercitiv. El susține că femeile, precum și bărbații, au dreptul la asemenea libertate datorită statutului lor de proprietari a sinelui."
Există mai multe categorii ale teoriei feminismului libertarianist sau legate de doctrina libertarianistă. anarho feminismul combina de feministe și anarhiste exemplificând libertarianismul clasic mai degrabă decât libertarianismul minor hist contemporan nume nume definit un teren pe care îl numește feminism individualist care combină feminismul cu anarho capitalismul sau libertarianismul minor hist contemporan și argumentează How pozitie pro capitalistă
Există mai multe categorii ale teoriei feminismului libertarianist sau legate de doctrina libertarianistă. Anarho-feminismul combină elemente feministe și anarhiste, exemplificând mai degrabă libertarianismul clasic decât libertarianismul minarhist contemporan. Recent, Wendy McElroy a definit un termen pe care îl numește "ifeminism" sau "feminism individualist", care combină feminismul cu anarho-capitalismul sau libertarianismul minarhist contemporan, și argumentează că o poziție pro-capitalistă și anti-stat este compatibilă cu accentul pe drepturi egale și împuternicirea femeilor. Curentul a apărut din mișcarea anarhismului individualist din Statele Unite.
Feminismul individualist a fost definit în general ca un curent feminist în opoziție cu ceea ce teoreticiene precum nume nume și numere în numesc feminism politic sau de gen însă există un led ferenț în discursul feminismului individualist deși unele feministe individualiste nume se opun amestecului statului în alegerile pe care femeile le fac în privința propriului corp pentru că ar crea o arhivă ierarhie coercitivă ca patriarhismul, 
Feminismul individualist a fost definit în general ca un curent feminist în opoziție cu ceea ce teoreticiene precum Wendy McElroy și Christina Hoff Sommers în numesc politic saude gen. Însă există unele diferențe în discursul feminismului individualist. Deși unele feministe individualiste ca McElroy se opun amestecului statului în alegerile pe care femeile le fac în privința propriului corp, pentru că asta ar crea o ierarhie coercitivă (ca patriarhismul), alte feministe ca Christina Hoff Sommers susțin că rolul politic al feminismului este de a se asigura că toată lumea, inclusiv femeile, au dreptul de a se pune amestecului coercitiv. Sommers este descrisă drept o feministă a echității sociale conservatoare de către Stanford Encyclopedia of Philosophy. Criticii o numesc o anti-feministă.

### Feminismul New Age
Feminismul New Age apărut în secolul al XX-lea drept continuare și răspuns la feminismul ”valului” al doilea și al treilea. Curentul confruntă definițiile ”tradiționale ale feminismului și consideră binevenite schimbările în timp a acestora, încorporând elemente de etnie, girl power, feminism, feminism individualist, pozitivitate față de sex și postmodernism."  În feminismul New Age, femeia (sau bărbatul) își acceptă calitățile personale care au fost definite cultural ca ”feminine” fără vreo rușine, în timp ce luptă împotriva discriminării femeilor (și a bărbaților ”feminini”) la locurile de muncă și în alte sfere ale societății secolului al XXI-lea. Acest curent vine ca răspuns la o cultură care pretinde că ”acceptă egalitatea dintre bărbați și femei, dar în același timp devalorizează feminitatea".
Spre deosebire de feminismul ”valurilor” al doilea și al treilea, feministele New Age nu cer ca femeile să fie tratate identic ca bărbații, ci diferențele dintre bărbați și femei să fie recunoscute, înțelese și acomodate în timp ce sunt tratate echitabil.
Din acest motiv feministele New Age nu își reneagă biologia feminină (fie ea fizică, hormonală sau psihologică) și cere să fie acomodată fără a permite justificarea oprimării. Ele susțin studiile științifice ale diferențelor dintre corpurile de sex masculin și feminin și acceptă că acele calități definite cultural drept ”feminine” -- a avea toane, a fi coerentă emoțional, blândă sau liniștită -- sunt bazate ”în biologie și nu sunt destinate amestecului în vreo ideologie pro sau anti-feministă."
și nici nu sunt rușinat dacă aleg să nu o facă feministele știu că există plăcere atât într o carieră cât și într o familie și se simt îndreptățite la amândouă ele nu caută comportamente speciale și nici comportamente egal ele caută comportamente echitabile respect la locul de muncă și oportunități egale baza pentru drepturile femeilor muncitoare de a deveni de a rămâne însărcinate concediu maternal a alăpta în public în timp ce sunt plătite cu aceeași sumă precum colegilor de sex masculin concomitent exprimarea sexuală muncitorii sexual dansatoare din buric Precum și marșuri anti hărțuire si impotriva învinuirii victimelor le denunță exploatarea sexuală dar creed în dreptul femeii sau a oricui de a explora și a se simti împuternicită de către propria sexualitate feminină majoritatea feministelor nu urăsc bărbații iar multe feministe nu pot să se identifice de a lungul vieții drept bărbați sau sunt îndrăgostite ori au relații apropiate cu bărbați elena neaga unele comportamente precum cavalerismul ce se și dominarea sexuală atâta vreme sunt făcute consensuală exemple de feministe new age sunt lady gaga și beyonce lol  
Feministelor New Age nu le e frică să aibă copii sau să se căsătorească dacă aleg asta, și nici nu sunt rușinat dacă aleg să nu o facă. Ele știu că există plăcere atât într-o carieră cât și într-o familie și se simt îndreptățite la amândouă. Ele nu așteaptă comportamente speciale și nici comportamente egale, ci comportamente echitabile, respect la locul de muncă și oportunități egale. Ele militează pentru drepturile femeilor angajate de a rămâne însărcinate, pentru concediu maternal, a alăpta în public, în timp ce sunt plătite cu aceeași sumă precum colegii lor de sex masculin. Concomitent, susțin exprimarea sexuală, prostituatele, dansatoarele din buric și la bară, campanii #FreeTheNipple, precum și marșuri anti-hărțuire și impotriva învinuirii victimelor. Denunță exploatarea sexuală, dar cred în dreptul femeii (sau a oricui) de a explora și a se simți împuternicite de către propria sexualitate ”feminină”.
Majoritatea feministelor nu urăsc bărbații, iar multe feministe nu pot să se identifice de a lungul vieții drept bărbați sau sunt îndrăgostite ori au relații apropiate cu bărbați. Ele nu neagă unele comportamente precum cavalerismul și dominarea sexuală, atâta vreme sunt făcute consensual. 
Exemple de femniste New Age sunt Lady Gaga, și Beyoncé.

### Feminismul poststructuralist
Feminismul poststructuralist, numit și feminism francez, utilizează cunoștințele numeroaselor curente epistemologice, inclusiv psihanaliza, lingvistica, teoria politică (marxistă și post-marxistă), teoria raselor, teoria literară și alte curente intelectuale ale problemelor feministe. Multe feministe poststructuraliste consideră că diferența este una dintre cele mai puternice unelte pe care o femeie le posedă în lupta împotriva dominării patriarhale, iar a asemăna mișcarea feministă doar cu egalitatea, înseamnă a refuza femeilor numeroase opțiuni, deoarece egalitatea rămâne definită dintr-o perspectivă masculină sau patriarhală.

### Feminismul postmodernist

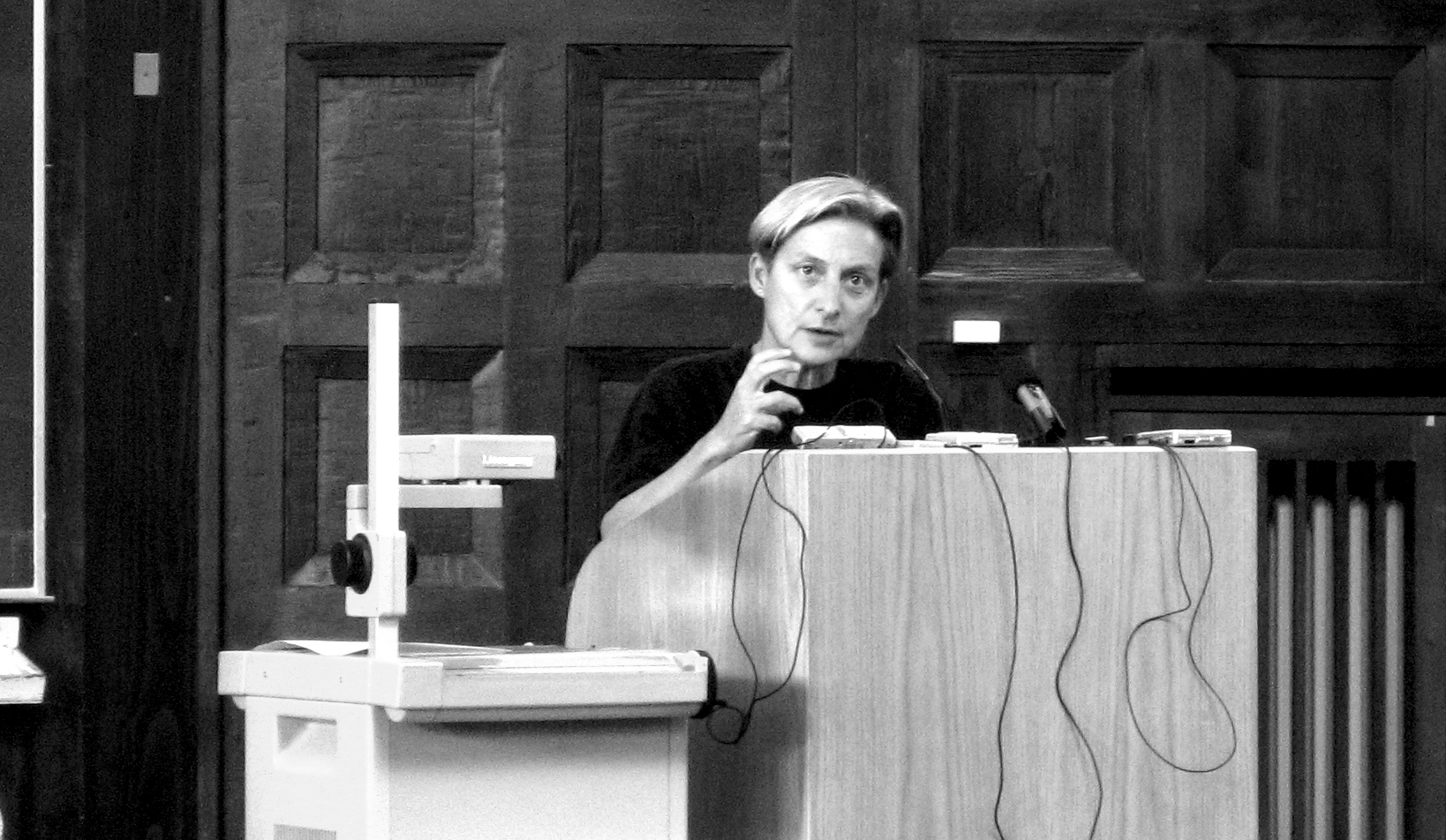
Judith Butler la o prelegere la Universitatea din Hamburg.

Feminismul postmodernist este un curent al teoriei feministe care încorporează postmodernismul și teoria poststructuralistă. Judith Butler consideră că sexul, nu doar genul, sunt construite prin limbaj. în cartea ei din 1990, Gender Trouble, critică operele lui Simone de Beauvoir, Michel Foucault, și Jacques Lacan. Butler critică distincțiile făcute de feministele din trecut dintre sexul biologic și genul construit social. Ea spune că distincția dintre sex și gen nu permite o critică suficientă a esențialismului. Pentru Butler, ”femeia” este o categorie discutabilă, complicată de clasă, etnie, sexualitate și alte fațete ale identității. Ea susține că genul este performativ. Acest argument duce la concluzia că nu există nici o cauză pentru subordonarea femeii și nicio cale pentru a o rezolva.

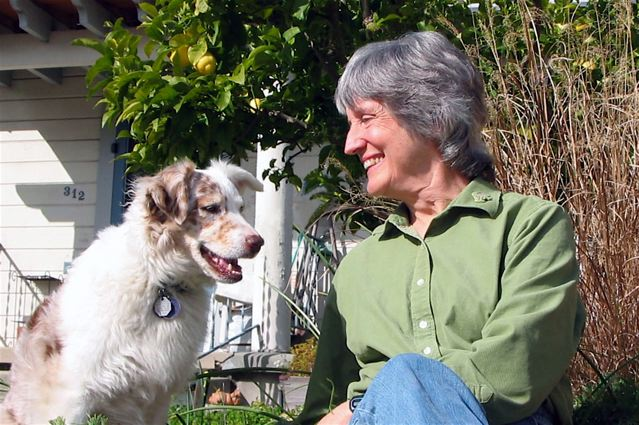
Donna Haraway, autoarea cărții A Cyborg Manifesto, cu câinele ei Cayenne.

În cartea A Cyborg Manifesto, Donna Haraway critică noțiunile tradiționale ale feminismului, în special accentul pe identitate, decât pe afinitate. Ea folosește metafora unui cyborg pentru a construi un feminism postmodern care merge dincolo de dualisme și limitările genului, feminismului și politicii tradiționale. Cyborg-ul lui Haraway este o încercare de rupere față de discursul oedipian și miturile creștine precum geneza. Ea scrie că "Cyborg-ul nu visează la o comunitate pe modelul familiei organice, de data aceasta fără proiectul oedipian. Cyborg-ul nu are cunoaște Grădina Edenului; nu este făcut din lut și nu poate visa sa se întoarce în țărână."
O ramură majoră a feminismului postmodernist este feminismul francez psihanalitic contemporan. Alte opere feministe postmoderniste scot în evidență rolurile de gen stereotipice doar pentru al prezenta parodii ale tradițiilor inițiale. Istoria feminismului nu este importantă -- doar ce se poate face pentru aceasta. Istoria este înlăturată și folosită pentru a arăta cât de ridicole sunt fostele convingeri. Teoria feministă modernă a fost intens criticată ca fiind predominant (deși nu exclusiv) asociată cu operele academice ale clasei de mijloc occidentale. Mary Joe Frug, o feministă postmodernistă, a criticat feminismul predominant ca fiind îngust și neatent la problemele de rasă și clase economice.

### Feminismul francez
Feminismul francez este o ramură a gândirii feministe apărută în Franța în anii 1970 până în anii 1990.  Se distinge de feminismul anglofon printr-o metodă care este mai filosofică și literară, operele sale tinzând să fie expansive și metaforice, mai puțin axate pe doctrina politică și și mai mult pe așa-numite teorii ”ale corpului” Termenul include scriitori care nu sunt francezi, dar care au lucrat substanțial în Franța și sub tradiția franceză, cum ar fi Julia Kristeva și Bracha Ettinger.
În anii 1970, feministele franceze au analizat feminismul cu conceptul de Écriture féminine, care se traduce prin ”scriere feminină”. Hélène Cixous argumentează că literatura și filosofia sunt falocentrice, și împreună cu alte scriitoare feministe ca Luce Irigaray, pun accentul pe ”literatura din corp”ca exercițiu de subversiune. Operele feministei psihanaliste și filosoafei Julia Kristeva a influențat teoria feministă în ansamblu, și în special critica literară feministă. Din anii 1980, munca artistei și psihanalistei Bracha Ettinger a influențat critica literară, istoria artei și teoria cinematografică. Bracha Ettinger a creat dimensiunea feminin-maternală pe care a numit-o matrixială, ea muncind pentru schimbarea definiției ființei umane ca ea să încludă și termenul acesta, precum și ”spațiul matrixial”, viziunea și obiectul (în artă), dar și importanța dimensiunii feminine matrixiale în psihanaliză și etică. însă după cum indică savanta Elizabeth Wright, ”nici una dintre aceste feministe nu se înscriu în mișcarea feministă din lumea anglofonă."

### Ecofeminismul
Ecofeminismul leagă ecologia de feminism. Ecofeministele văd sursa dominării femeilor aceeași cu cea a dominării mediului înconjurător. Sistemele patriarhale occidentale în care bărbații dețin și controlează pământul unt văzute ca responsabile pentru oprimarea și distrugerea mediului înconjurător. Ecofeminists see the domination of women as stemming from the same ideologies that bring about the domination of the environment. Western patriarchal systems, where men own and control the land, are seen as responsible for the oppression of women and destruction of the natural environment. Ecofeministele consideră că bărbații exploateazăpământul pentru propriul lor profit și succes. Astfel,  ele consideră că și femeile sunt exploatate de bărbați tot pentru propriul lor profit, succes și plăcere. Atât femeia cât și mediul sunt așadar pioni pasivi în cursa pentru dominare. Conform lor, cei de la putere se folosesc de femei deoarece sunt percepute ca pasive și neajutorate.
Ca metodă de îndreptare a drepturilor sociale și ecologice, ecofeministele consideră că femeile trebuie să lucreze pentru a crea un mediu înconjurător sănătos și să încheie distrugerea pământului pe care majoritatea femeilor se bazează pentru a-și susține familiile.
Ecofeminismul susține că există o legătură între femei și natură care ser trage din istoria comună a oprimarii de către societatea patriarhală occidentală. Vandana Shiva susține că femeile au o legătură specială cu mediul înconjurător prin interacțiunile lor zilnice, legătura care a fost ignorată. Ea spune că ”femeile din țările cu economie de subzistență produc și reproduc averea în parteneriat cu natura, ele fiind experte în cunoștințe holistice și ecologiste despre procesele naturale. Aceste metode alternative de cunoaștere au fost orientate spre beneficii sociale și nevoi de sustenanță nerecunoscute de paradigma capitalistă reducționistă, pentru că aceasta eșuează în a percepe interconexiunile dintre natură, viețile femeilor, munca și cunoștințele lor, și crearea de ”avere."
Feminista și ecologista socială Janet Bieh a criticat ecofeminismul că se axează prea mult pe o conexiune mistică dintre femeie și natură, și nu îndeajuns pe condiția actuală a femeii.

### Transfeminism
Transfeminism (sau feminism trans) este, definit de Robert Hill, "o categorie de feminism cel mai bine cunoscut pentru aplicarea unui discurs transgender pe discursul feminist, și a ideilor feministe discursului transgender". Hill spune că transfeminismul se ocupă și de integrarea proprie în feminismul predominant. El definește transfeminismul în acest context drept un tip de feminism ”cu un conțint specific care se aplică persoanelor transgender și transsexuale, dar metoda și teoria aplicabile tuturor femeilor".
Transfeminismul include multe teme majore ale feminismului valului al treilea, cum ar fi diversitatea, imaginea propriului corp, oprimare, misogism și capacitatea de acțiune voluntară a femeilor. Curentul nu se ocupă doar cu îmbinarea conceptelor trans cu feminismul, ci de multe ori aplică analiză și critică feministă problemelor sociale și persoanelor trans în general. Transfeminismul include și analiza critică a feminismului valului al doilea din perspectiva valului al treilea.
Primele idei tnrasfeministe au aparținut lui Kate Bornstein și Sandy Stone, a căror lucrare The Empire Strikes Back a venit ca răspuns direct lui Janice Raymond. În secolul al XXI-lea, Susan Stryker și Julia Serano au contribuit la munca despre femeile transgender[a fost munca despre feminism?]

## Femeile și feminismul în Statele Unite

### Feminismul asiatic-american
Primul val al femeilor asiatice s-a format în jurul Marșului asiatic-american din anii 1960, care a fost inspirată la rândul ei de activismul pentru drepturi sociale și mișcarea împotriva Răzbiului din Vietnam.  În timpul celui de-al doilea val al feminismului, femeile asiatic-americane au oferit servicii pentru femeile nevoiașe, au muncit ca avocați pentru imigranți, au ținut evenimente sportive pentru sprijinul diversității culturale și politice a femeilor asiatic-americane și s-au organizat împreună cu alte femei de culoare. Asian Sisters, apărută în 1971 din Alianța Politică Asiatic-Americană, este un grup timpuriu al femeilor asiatic-americane cu sediul în Los Angeles, axat pe intervenții în cazul abuzului de droguri al femeilor tinere. Rețelele dintre femeile asiatic-americane și alte femei din această perioadă au inclus participarea unui contingent de 150 de femei caucaziene și din Lumea a treia din America de Nord la Vancouver Indochinese Women’s Conference (1971) pentru a munci cu femeile din Indochina împotriva imerialismului american.

#### Istoric
După cel de-al Doilea Război Mondial când legile privind imigrația au început să se schimbe, un număr tot mai ridicat de femei asiatice a îneput să imigreze în Statele Unite pentru muncă. Femeile asiatice munceau deseori în fabrici de textile și țesătorii, confruntându-se cu discriminare sexuală și rasism.
După mișcările feministe african-americane și chicana din anii 1960, femeile asiatic-americane au început să se organizeze și au participat la protestel cu bărbații asiatic-americani împotriva rasismului și clasismului. Primul marș a fost organizat tot în anii 1960, influențat de Marșul african-american pentru drepturi civile (1954–1968) și protestelor împotriva Războiului din Vietnam. Activitatea lor a atras tot mai mult sexism, iar realizările lor nu le-au fost recunoscute.
În timp ce femeile asiatic-americane considerau că suferă de aceleași probleme de egalitate ca bărbații asiatic-americani, mulți astfel de bărbați nu împărtășeau această opinie.

#### Personalități și acțiuni importante
Au Quon McElrath, o activistă chineză pentru drepturi sociale și muncitorești, a început să organizeze și să militeze pentru salarii mai mari, condiții de muncă mai bune, beneficii medicale și concediu maternal pentru angajații de sex feminin.
Femeile asiatic-americane au observat o nevoie de acțiune separată pentru sexismun cu care se confruntau, începând să definească o conștință comună feministă și organizații pentru drepturile femeilor și împotriva sexismului. Unele grupuri au format comitete în interiorul organizațiilor precum Organization of Chinese American Women.
În mișcarea cultural-artistică asiatic-americană, mulți artiști precum poeta Janice Mirikitani au ajuns să fie cunoscute în comunitate.

#### Feminismul asiatic-american contemporan
De-a lungul deceniilor, feminismul asiatic-american își continuă lupta împotriva stigmatizării comunității ca parte a conceptului de „minoritate-model” ce a modelat identitatea politică a femeilor asiatic-americane din Statele Unite.
În plus, acordurile comerciale globalizate, ca Acordul Nord-American de Comerț Liber și Acordul General pentru Tarife și Comerț, au schimbat dinamica forței și mediului de muncă. Într-o economie al liberului-schimb capitalistă, protejarea drepturilor angajaților și mediul de muncă a slăbit considerabil, afectând în mod disproporțional femeile angajate, în special cele de culoare.

### Feminismul nativ-american
Women of All Red Nations (WARN) a fost inițiată în 1974 ș ieste una dintre cele mai cunoscute organizații de femei nativ-americane, a căror activism include combaterea sterilizării în spitalele de stat, au dat în judecată guvernul SUA pentru încercarea de a vinde apă Pine Ridge corportațiilor în Dakota de Sud și realizarea de legături cu comunitățile native din Guatemala și Nicaragua. WARN reprezintă o generație întreagă de activiste ca lideri în recucerirea teritoriului Wounded Knee din Dakota de Sud în 1973, pe rezervația Pine Ridge (1973–76), și în alte locuri. WARN și alte organizații ale femeilor nativ-americane au rezultat și colaborat cu organizații naționaliste cu membri de ambele sexe.
Acțiunea amerindiană a fost fondată în 1968 de Dennis Banks, George Mitchell, și Mary Jane Wilson, o activistă Anishinabe.

#### Istoric
Ideologia feministă nativ-americană e fondată pe probleme deseori trecute cu vederea: prima, a faptului că state occidentale ca SUA și altele sunt națiuni bazate pe coloniști, și a doua, că colonismul este bazat pe gen. Colonialismul din Statele Unite și patriarhismul afectează semnificativ experiențele femeilor nativ-americane care se confruntă cu sarcina dublă a rasismului și a seximului, ambele rezultând în discriminare. Așadar, istoria feminismului nativ-american a fost mereu legat de procesul de colonizare și al imperialismuui.

#### Personalități și acțiuni importante
Din cauza opiniilor extrem de critice la experiența unică a nativ-americanilor ca societate colonizată de coloniștii americani, ideologia feministă nativ-americană se caracterizează prin respingerea politicilor feministe ca femei indigene. La începutul anilor 1990, Annete Jaime spunea la "American Indian Women: Centul Indigenous Resistance in North America," că doar femeile nativ-americane care au fost asimilate se consideră feministe. Jaime susține că a sprijini egalitatea și libertățile politice ale activiștilor nativ-americani înseamnă a refuza faptul că politicile feministe sunt legate de istoria colonială a Statelor Unite.
Acțiunile indigene ale femeilor nativ-americane implică de asemenea păstrarea spiritualității nativ-americane prin organizații ca Women of All Red Nations și the Indigenous Women's Network. Spiritualitatea nativ-americană include contextualizarea culturală a rolurilor de rudenie prin credințe culturale, ritualuri și ceremonii, întărind și păstrând legătura fluidă dintre individ și ”patria ancestrală." Așteptările de la spiritualitatea indigenă s-a manifestat prin ”arhetipurile organice feminine” cum ar fi Corn Mother and Daughter, Spider Woman, și Changing Woman of Southwest Pueblo din miturile creaționiste nativ-american.

#### Feminismul nativ-american contemporan
În Statele Unite, cele mai multe victime din cauza violenței în familie sunt femei nativ-americane. Problema violenței în familie a cauzat ca multe feministe nativ-americane să respingă noținuea că comunitățile nativ-americane trebuie să continue apărarea idealului de naționalism tribal, devreme ce unele aspecte ale acestuia ignoră fățiș problemele de sexism și liberarea femelior de colonialism.
Andrea Smith, o activistă pentru femeile de culoare și în special al femeilor nativ-americane, a organizat prina conferință "Color of Violence: Violence against Women of Color." În timpul acesteia, bine-cunoscuta activistă și savantă african-americană Angela Davis a vorbit despre continuarea dominării coloniale și oprimarea femeilor indigene, scoțînd în evidență experiențele violente la care au fost supuse femeile nativ-americane. Davis a indicat și natura bazată pe sex a proceselor juridice și legislative din state-națiune, precum și legătura dintre guvernul SUA și dominarea bărbaților, rasism, clasism și homofobie.
În feminismul nativ-american contemporan a fost sesizată apariția artei și mass-media politică. Arta îmbină istoria recentă și cea îndepărtată, probleme sexismului și rasimului, precum și stigmatizarea persoanelor de culoare din mass-media.

### Feminismul chicana
Feminismul chicana se axează pe femeile mexican-americane, chicana și hispanice din Statele Unite. Hijas de Cuauhtemoc a fost una dintre primele organizații feministe chicana din timpul celui de-al doilea val al feminismului, în 1971, numit după un ziar ilegal al femeilor din Mexic, publicat în timpul Revoluției Mexicane din 1910. Comisión Femenil Mexicana Nacional a fost fondată în octombrie 1970, fiind o organizație a femeilor care promovează imaginea femeii chicana/latina în toate nivelurile societății.

#### Istoric
Curentul evidnețiază greutățile și problemele femeilor Chicana ca femei de culoare din Statele Unite, rezultat al politicilor și dinamicii Curentului Chicano. În anii 1960 curentul chicano, în esență un protest, a luptat pentru egalitate, dreptate socială și libertăți economice și politice, influențând multe alte organizații. La curentul și protestele chicano au participat și femeile chicana care au conștientizat potențiale câștiguri, dar și rolurile lor proprii în societate. Drept rezultat, feminismul chicana s-a dezvoltat la sfârșitul anilor 1960 și începutul anilor 1970. Prin manifestațiile următoare, femeile chicana și-au publicat greutățile alături de bărbații chicano, criticând și înfruntând rolurile lor tradiționale, culturale, familiale și sociale.

#### Personalități și acțiuni importante
Manifestațiile principale care au existat la începutul feminismului chicana au început în anii '60 în Statele Unite. Acest curent a ajutat la construcția și dezvoltarea ideologiilor curentului chicano, fiind unul dintre protestele feministe ale ”valului al doilea”. Precum multe ale curente din aceași perioadă, feminismul chicana al valului al doilea a apărut prin multe campusuri universitare, pe lângă organizațiile regionale. Participarea tinerilor la proteste a fost mult mai agresivă din cauza influenței protestelor pentru drepturi civile și cele ale afro-americanilor la nivel național.

#### Feminismul chicana modern
De la curentul chicana al valului al doilea, multe organizații s-au dezvoltat pentru a adresa problemele unice pe care la ăînfruntă femeile chicana. în plus, feminismul chicana continuă să arate că experiențele și condițiile de viață ale femeilor chicana sunt foarte diferite față de cele ale altor feministe, Ca femei de culoare, femeile chicana luptă pentru egalitate educațională, economică și politică.

## Aspecte comune
Curentele au aspecte comune unele cu altele, dar și unele poziții opuse. De exemplu, unele au păreri diferite despre întrebarea dacă discriminarea împotriva femeilor afectează negativ bărbații. Curentele reprezentate de scriitori precum Betty Friedan și Gloria Steinem consideră bărbații ca fiind oprimați de rolurile de gen. "De la început, Friedan a prezentat feminismul ca o revoluție sex-rol din care și bărbații și femeile pot beneficia. Într-adevăr, pentru Friedan, feminismul nu este decât ”un stadiu al luptei pentru drepturile omului.'" "În 1970, Gloria Steinem, dra. editor și bine-cunoscuta militantă al acestui nou feminism liberal (...) a insinuat că eliberarea femeilor înseamnă și eliberarea bărbaților " pentru că unele greutăți ale bărbaților nu mai sunt doar ale lor. Susan Faludi a scris, în Stiffed, "Odată cu misterul nonrebeliunii bărbaților vine și o urmă de speranță, o oprtunitate pentru bărbați de a construi o alianță cu femeile și, concomitent, a crea o nouă paradigmă pentru progresul uman care va deschide uși pentru ambele sexe. Aceasta a fost și continuă să fie visul feminismului, de a crea o lume mai liberă, mai omenească." Ellen Willis, comparând economia cu feminismul, a considerat o alianță cu bărbații ca necesară pentru eliberarea femeilor. Florynce Kennedy a scris, "Bărbații sunt contrariați, dezgustați și împinși la o parte de pericolul că femeile ar putea să-și retragă acceptul de la oprimare, pentru că ei - bărbații, în mod subconștient (și de multe ori conștient) știu că ei - bărbații - sunt oprimați." Mary Wollstonecraft spunea, "De la respectul pentru proprietate vin (...) majoritatea răului și viciilor care fac această lume un mediu întunecat pentru mintea contemplativă (...) O clasă [socială] o presează pe cealaltă, pentru că toate vor să achiziționeze respect prin bunurile din proprietatea lor (...) Bărbații se miră că lumea este, mot-a-mot, o vizuină de escroci și asupritori." "Acei scriitori sunt cu atât mai folositori, după mine, cu cât fac omul că simtă ceva pentru seamănul lui, indeferent de postul său, sau ideilor artificiale." "Bărbații n usunt conștienți de nenoricirile pe care le cauzează, și slăbiciunea vicioasă pe care o prețuiesc, doar incitând femeile să se predea, doritoare". "Ca să spun sincer, tremur nu doar pentru sufletele femeilor, dar și pentru omul dine-intenționat, pe care îl iubește toată lumea."
Alte curente îi consideră pe bărbați ca principaliă cauză a sexismului. Mary Daly spunea, "Curajul de a fi logic—curajul de a numi—necesită să recunoaștem că doar bărbații sunt la origine, sunt cei care planifică, controlează și legitimizează patriarhismul. Patriarhismul este tărâmul bărbaților; este Patria; și toți bărbații sunt agenții săi." The Redstockings declarau că "Identificăm agenții oprimării dpret bărbații.(...) Bărbații domină femeile, și puțini bărbați îi domină pe restul (...) Toți bărbații primesc beneficii economice, sexuale și psihologice de la supremația masculină. Toți bărbații au oprimat femei." Ca poziție mai puțin clară, Kate Millett scria în Sexual Politics, "Următoarea schemă (...) trebuie să fie (...) atât o tentativă, cât și imperfectă.  (...) societatea noastră, ca multe alte civilizații ale istoriei, este o patriarhie. Acest fapt este evident dacă stăm să ne gândim că (...) fiecare cală a puterii în societate este pe deplin în mțâinile bărbaților. (...) Dacă luăm conducerea patriarhală ca instituția prin care o jumătate din populație care e de sex feminin e controlată de jumătatea masculină, principiile patriarhismului sunt duble: bărbații vor domina femeile, bărbații în vârstă îi vor domina pe cei tineri. Însă, identic cu oricare instituție a omenirii (...) există totuși contradicții și excepții în interiorul sistemului."

## Critici
Potrivit lui Linda Zerilli și lui Donna Haraway, "'taxonomiile feminismului ... pot crea dihotomii artificiale între diferitele discursuri feministe care împiedică grav dezbaterile politice constructive pentru femei despre subiectivitate."